# Ludwik Wydżga
Ludwik Wydżga herbu Jastrzębiec (zm. w 1653 roku) – sędzia lwowski w 1653 roku, stolnik lwowski w latach 1649-1653, dworzanin pokojowy królewski w 1649/1650 roku.
Poseł sejmiku halickiego na sejm 1649/1650 roku, sejm zwyczajny 1652 roku.